# Robert Temel
Robert Temel (* 1969 in Wien) ist ein österreichischer Architektur- und Stadtforscher.

## Leben
Robert Temel studierte Architektur an der Hochschule für angewandte Kunst in Wien (mittlerweile Universität für angewandte Kunst Wien) und absolvierte das postgraduale Soziologie-Programm am Institut für Höhere Studien Wien. Von 1995 bis 1996 war er Vorsitzender der Hochschülerschaft an der Universität für angewandte Kunst Wien, von 1996 bis 1998 Referent für Bildungspolitik.
Von 1998 bis 2010 war Temel Vorstandsmitglied der Architekturvermittlungsinstitution Österreichische Gesellschaft für Architektur, von 2003 bis 2009 Vorstandsvorsitzender.
2009 gründete er zusammen mit Annika Schönfeld und Gernot Tscherteu die Initiative für gemeinschaftliches Bauen und Wohnen in Wien, von 2010 bis 2019 war er Vorstandsmitglied.
Seit 2013 ist er einer der drei Sprecher der Plattform Baukulturpolitik.
Mitbegründer der WoGen Wohnprojekte-Genossenschaft e.Gen. und Aufsichtsratsvorsitzender von der Gründung 2015 bis 2023.
Seit Mitte der 1990er Jahre ist er selbstständig als Forscher, Journalist und Vermittler, er realisierte zahlreiche Forschungsprojekte und Studien, Publikationen, Ausstellungen, journalistische Texte und Vermittlungsprojekte. Seit 1999 ist Temel regelmäßiger Autor für die Zeitschrift Architektur aktuell und zahlreiche andere Fachmedien und Periodika.
Temel veröffentlichte zahlreiche Beiträge zur Kritik und Theorie der Stadt und Architektur sowie Baukultur in nationalen und internationalen Medien.

## Veröffentlichungen
- Netzknoten, Oberflächen. Temporäre Nutzung im Wiener Museumsquartier/Network Nodes and Surfaces. In: architektur aktuell 230/31, Juli/August 1999, ISSN 0570-6602.
- Delugan Meissl 2. Konzepte, Projekte, Bauten. Birkhäuser, Basel 2001, ISBN 3-7643-6557-9.
- Peter Döllmann, Robert Temel: Lebenslandschaften. Zukünftiges Wohnen im Schnittpunkt von privat und öffentlich. Campus, Frankfurt am Main 2002, ISBN 3-593-37165-0.
- Dachausbauten in der Stadtlandschaft. Ein Vergleich der Situation in Wien, Berlin, Prag, Budapest und München. Werkstattbericht Nr. 63, Wien 2004, ISBN 3-902015-63-2.
- Florian Haydn, Robert Temel: Temporäre Räume. Konzepte zur Stadtnutzung. Birkhäuser, Basel 2006, ISBN 3-7643-7459-4.
- Stadt am Prater. U-Bahn und Stadtentwicklung in Wien. Magistratsabteilung 18, Stadtentwicklung und Stadtplanung, Wien 2008, ISBN 978-3-902576-14-9.
- Mittel und Zweck. Kleines Lexikon der Werkzeuge. In: Elke Krasny (Hrsg.): Architektur beginnt im Kopf. The Making of Architecture. Birkhäuser, Basel 2008, ISBN 978-3-7643-8979-6.
- Temporärer Urbanismus. Potenziale begrenzter Zeitlichkeit für die Transformation der Städte. In: Elke Krasny, Irene Nierhaus (Hrsg.): Urbanografien. Stadtforschung in Kunst, Architektur und Theorie. Reimer, Berlin 2008, ISBN 978-3-496-01394-5.
- Robert Temel, Maja Lorbek, Aleksandra Ptaszyńska, Daniela Wittinger: Baugemeinschaften in Wien. Endbericht 1: Potenzialabschätzung und Rahmenbedingungen. Magistratsabteilung 50 – Wohnbauförderung, Wien 2009.
- Baugemeinschaften in Wien. Endbericht 2: Rechtsfragen, Leitfaden, Grundstücksvergabe. Magistratsabteilung 50 – Wohnbauförderung, Wien 2009.
- In the Interim, Everything Changes. In: Sabrina Lindemann, Iris Schutten (Hrsg.): Between Times. Hotel Transvaal Catalyzing Urban Transformation. Uitgeverij SUN, Amsterdam 2010, ISBN 978-90-8506-818-1.
- Andrea Schaffar, Robert Temel: Und warum soll man beim Gebäude aufhören? Das Verhältnis des Wiener Wohnbausystems zu seinen BewohnerInnen. In: Generalist 4. Magazin für Architektur. Use and Habit/Gebrauch und Gewohnheit, Darmstadt, Juli 2011, ISBN 978-3-89479-638-9.
- Ist es heute anders als damals? Partizipativer Wohnbau vor und nach der Jahrtausendwende. In: Bernhard Steger (Hrsg.): Themen der Architektur. z. B. Ottokar Uhl, Festschrift zum 80. Geburtstag von Ottokar Uhl. Löcker, Wien 2011, ISBN 978-3-85409-588-0.
- Christian Kühn, Robert Temel, Florian Sammer, Sabine Reh: Regionale Werkstattgespräche zu Schulbaurichtlinien in Deutschland. Kurzfassung, Heft 2 zur Reihe Rahmen und Richtlinien für einen leistungsfähigen Schulbau in Deutschland, Montag Stiftung Urbane Räume und Montag Stiftung Jugend und Gesellschaft, Bonn 2011.
- Andrea Schaffar, Robert Temel: Baumeister der kleinen Welt. ArchitektInnen und Bauträger im Wiener Wohnbau. In: Hans-Georg Lippert, Anke Köth, Andreas Schwarting (Hrsg.): un-planbar Band 1. Weltbaumeister und Ingenieur. Der Architekt als Rivale des Schöpfers, Dresden, Thelem 2012, ISBN 978-3-94241-162-2.
- Baugemeinschaften in der Wiener Seestadt Aspern, Magistratsabteilung 50 – Wohnbauförderung, Wien 2012.
- Sabine Reh, Robert Temel: Observing the Doings of Built Spaces. Principles of an Ethnography of Materiality. In: Historical Social Research/Historische Sozialforschung (HSR) 39, No. 2, Special Issue Spatial Analysis in the Social Sciences and Humanities. Towards Integrating Qualitative, Quantitative and Cartographic Approaches, ISSN 0172-6404.
- Evaluierung der kooperativen Verfahren, Werkstattbericht Nr. 142, Wien 2014, ISBN 978-3-902576-87-3.
- Robert Temel, Robert Korab, Gregor Wiltschko, Andreas Neisen: Grundlagen für kooperative Planungsverfahren, Werkstattbericht Nr. 149, Wien 2015, ISBN 978-3-903003-00-2.
- Gestaltung statt Mitbestimmung. Die Wiener Sargfabrik als Musterprojekt urbanen Lebens. In: Mateo Kries, Mathias Müller, Daniel Niggli, Andreas Ruby, Ilka Ruby (Hrsg.): Together! Die neue Architektur der Gemeinschaft, Ausstellung im Vitra Design Museum in Weil am Rhein von 3. Juni bis 10. September 2017. Ruby Press, Berlin 2017, ISBN 978-3-945852-15-6.
- Housing development in Vienna. In: Visning/House Viewing, Katalog zur Ausstellung im Nasjonalmuseet for kunst, arkitektur og design, Oslo 2018.
- Ein Stück Stadt bauen. Leben am Helmut-Zilk-Park, Wien-Favoriten, hg. von Stadt Wien, MA 21A und ÖBB, Wien 2019, ISBN 978-3-903003-49-1.
- Baukultur für das Quartier. Prozesskultur durch Konzeptvergabe. Forschungsprojekt im Auftrag des Bundesinstituts für Bau-, Stadt- und Raumforschung (BBSR), Bonn 2020, ISBN 978-3-87994-263-3.
- Neue Wohnformen sind gefragt. There is an Alternative, in: Karoline Mayer, Katharina Ritter, Angelika Fitz (Hg.): Boden für alle, Katalog zur Ausstellung des Architekturzentrums Wien, Zürich: Park Books 2020, ISBN 978-3-03860-225-5.
- Baugruppenprojekte – Möglichkeiten und Potenziale, in: Isabella Marboe (Hg.): Bauen für die Gemeinschaft in Wien, München: Edition Detail 2021, ISBN 978-3-95553-529-2.
- Plattform Baukulturpolitik und dem Forschungsinstitut für Urban Management and Govenance der WU Wien: Vierter Baukulturreport. Baukulturpolitik konkret: Der Weg zur Agentur für Baukultur, Wien 2021, im Auftrag des BMKÖS (Projektleiter).